# Africa (cançó)
Africa (lit. ‘Àfrica’) és una cançó de Toto pertanyent a l'àlbum Toto IV que fou llançada com a tercer senzill el 10 de maig de 1982. Fou escrita per David Paich i Jeff Porcaro, i composta per Toto.
Va començar el número 1 en la llista Billboard Hot 100 dels Estats Units sent l'única cançó de la banda en aconseguir aquesta fita. També va estar entre les deu millors cançons en altres països com el Regne Unit, Canadà o Països Baixos. Fou certificada amb un disc d'or per la RIAA l'any 1991.
Va recuperar popularitat via xarxes socials a meitat de la dècada del 2010 gràcies a la versió realitzada per la banda Weezer.

## Producció
La idea inicial sobre la música i les lletres del tema la va tenir David Paich quan estava practicant amb un nou teclat, el Yamaha CS-80. Va compondre el riff d'obertura i poc després ja va completar la melodia i la lletra per la tornada. Paich va explicar que mai havia trepitjat l'Àfrica i que s'havia basat en imatges i descripcions d'articles de National Geographic. Malgrat que es va inspirar ràpidament per la base de la cançó, va estar uns sis mesos refinant la lletra abans de mostrar-la a la resta de la banda.
El videoclip musical fou dirigit per Steve Barron, i com a curiositat, Mike Porcaro apareix tocant el baix en substitució de David Hungate, que acabava d'abandonar la banda poc abans de realitzar el videoclip. La cançó fou molt popular i arribà al número 1 de la llista estatunidenca Billboard Hot 100 al febrer de 1983. Des de llavors ha estat utilitzada en molts mems d'internet, programes i sèries de televisió, i fins i tot, en la retransmissió de la CBS del funeral del president de Sud-àfrica Nelson Mandela.

## Versió de Weezer
La banda estatunidenca Weezer va publicar una versió d'«Africa» el 29 de maig de 2018 inclosa en l'album Weezer (The Teal Album).
La decisió de versionar la cançó va aparèixer com a resultat d'una campanya engegada pels seguidors mitjançant les xarxes socials. El desembre de 2017, l'usuària de Twitter @WeezerAfrica, una noia de 14 anys de Cleveland, va proposar a la banda de realitzar una versió de la cançó. Weezer va bromejar amb la noia i va llançar una versió de «Rosanna», una de les altres cançons famoses de Toto. Poc després van llançar la versió d'«Africa», que va obtenir els millors resultats en les llistes estaunidenques de la darrera dècada. Llavors van editar una vinil de 7 polzades amb 1500 còpies que contenia les dues cançons versionades. Toto va entrar en el joc i va versionar la cançó de Weezer «Hash Pipe» en un concert, i el seu teclista Steve Porcaro, els va acompanyar en una actuació a la televisió. Finalment van publicar l'àlbum Weezer (The Teal Album) per sorpresa que només contenia versions d'altres bandes i que fou encapçalat per «Africa».

## Altres versions
Diversos artistes han realitzat covers de la cançó com per exemple Howie Day, Olivia Lufkin, Tukuleur (versió en francès), SubAudible Hum, Pyogenesis, Andy McKee (versió instrumental), Straight No Chaser, Angel City Chorale o Chris de Burgh. També ha estat utilitzada com a sample per altres artistes per exemple: Ja Rule a «Murder Reigns» (2002), JoJo a «Anything» (2006), Karl Wolf en una remescla de la mateixa cançó, Oneohtrix Point Never a «A1» (2010), Jason Derulo a «Fight for You» (2011) i Pitbull a «Ocean to Ocean» (2018).